# Maja Haderlap

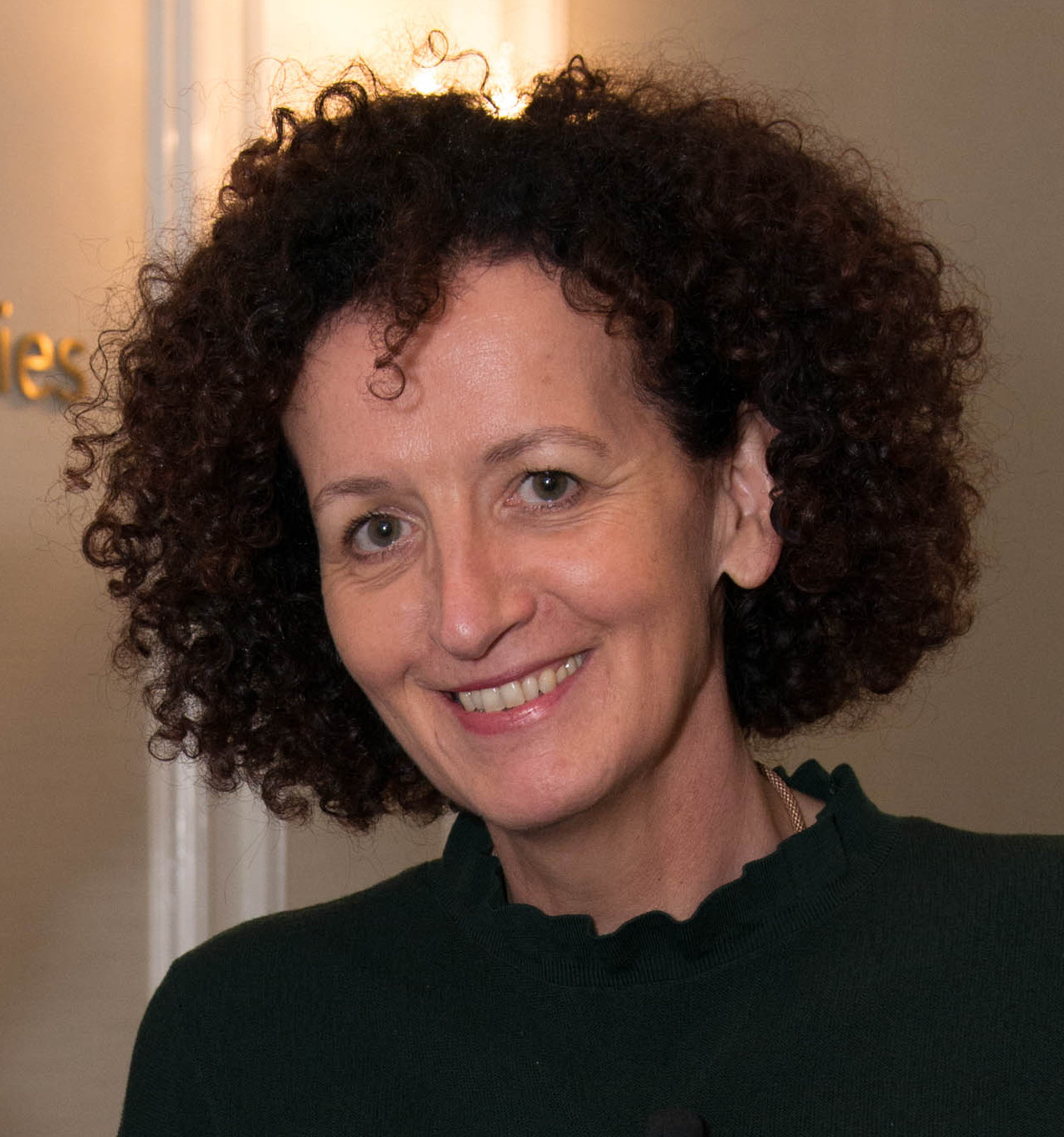
Maja Haderlap (2016)

Maja Haderlap (Eisenkappel-Vellach, 8 marzo 1961) è una drammaturga e scrittrice austriaca.

## Biografia
È nata a Bad Eisenkappel in Austria, in una famiglia appartenente alla comunità di lingua slovena della Carinzia. Ha seguito gli studi della scienza del teatro e germanistica presso l´Università di Vienna.
Dal 1992 al 2007 ha lavorato come drammaturga al teatro comunale di Klagenfurt, città in cui vive tuttora. Dal 2008 vive come autrice indipendente.
Ha pubblicato volumi di poesie sia in tedesco che in sloveno e traduzioni dallo sloveno. Con L´angelo dell´oblio, suo primo romanzo, ha vinto il premio Ingeborg Bachmann nel 2011.